# شهرستان برک (کارولینای شمالی)
شهرستان برک، کارولینای شمالی (به انگلیسی: Burke County, North Carolina) یک سکونتگاه مسکونی در ایالات متحده آمریکا است که در کارولینای شمالی واقع شده‌است.

## خصوصیات
شهرستان برک ۱٬۳۳۳٫۸۵ کیلومترمربع مساحت دارد.